# Apache Tuscany
Apache Tuscany提供一个面向服务的核心架构以支持简单快速地开发和运行面向服务的应用程序。其轻巧的运行环境为嵌入或加载到不同的平台而设计。Apache Tuscany实现服务组件架构（SCA）标准，后者定义了一个简单的基于服务的模型用于创建、组装和发布独立于编程语言的服务网络，包括现有或新开发的服务。目前Tuscany社区正在开发SCA 1.0版本。Apache Tuscany也同时实现服务数据对象（SDO）标准，后者提供统一的接口处理在服务网络内传递的不同格式的数据包括XML文档，并可追踪数据变化。目前Tuscany支持SDO 2.1版本。SCA和SDO技术相互独立，也可协同使用以更好支持SOA。Tuscany同时提供Java和C++的实现。